# Hypoeschrus ferreirae
Hypoeschrus ferreirae là một loài bọ cánh cứng trong họ Cerambycidae.